# Lahe (Vihula)
Lahe – wieś w Estonii, w prowincji Virumaa Zachodnia, w gminie Vihula.